# Jardins de Mossèn Cinto Verdaguer
Els Jardins de Mossèn Cinto Verdaguer estan situats a la muntanya de Montjuïc al Districte de Sants-Montjuïc de Barcelona, a la zona compresa entre el funicular de Montjuïc i els Jardins de Joan Brossa.

## Descripció
A la zona antigament hi havia una pedrera, situada als peus del Castell de Montjuïc. El parc fou dissenyat per Joaquim Casamor, i va ser inaugurat el 22 de juny de 1970 per Francisco Franco i l'alcalde de Barcelona, Josep Maria de Porcioles.
Els jardins estan dedicats al poeta Jacint Verdaguer, en consonància amb altres jardins de la zona de Montjuïc dedicats a poetes, com els Jardins de Joan Brossa, els de Mossèn Costa i Llobera i els de Joan Maragall.
Al recinte del parc hi ha diverses escultures, com Maternitat, de Sebastià Badia (1970), i Jove dels lliris. Homenatge a Jacint Verdaguer, de Ramon Sabí (1970).

## Vegetació
El jardí està especialitzat en plantes aquàtiques, bulboses i rizomatoses, disposades en 2 800 m² de parterres, entre les quals destaquen: els lliris de Sant Joan (Hemerocallis sp.), les tulipes (Tulipa sp.), els jacints (Hyacinthus sp.), els narcisos (Narcissus sp.), les anemones (Anemone sp.), els Ranunculus (Ranunculus sp.), les calabruixes (Muscari sp.), les dàlies (Dhalia sp.) o les canyes d'Índia (Canna X generalis). També hi ha diverses espècies d'arbres: la Tipuana (Tipuana tipu), l'eucaliptus (Eucalyptus camaldulensis), els desmais (Salix babylonica), el Ginkgo biloba (Ginkgo biloba), cedre de l'Himàlaia (Cedrus deodara), els xiprers dels pantans (Taxodium distichum), acàcies del Japó (Sophora japonica "Columnaris") o els pollancres (Populus alba).

## Galeria

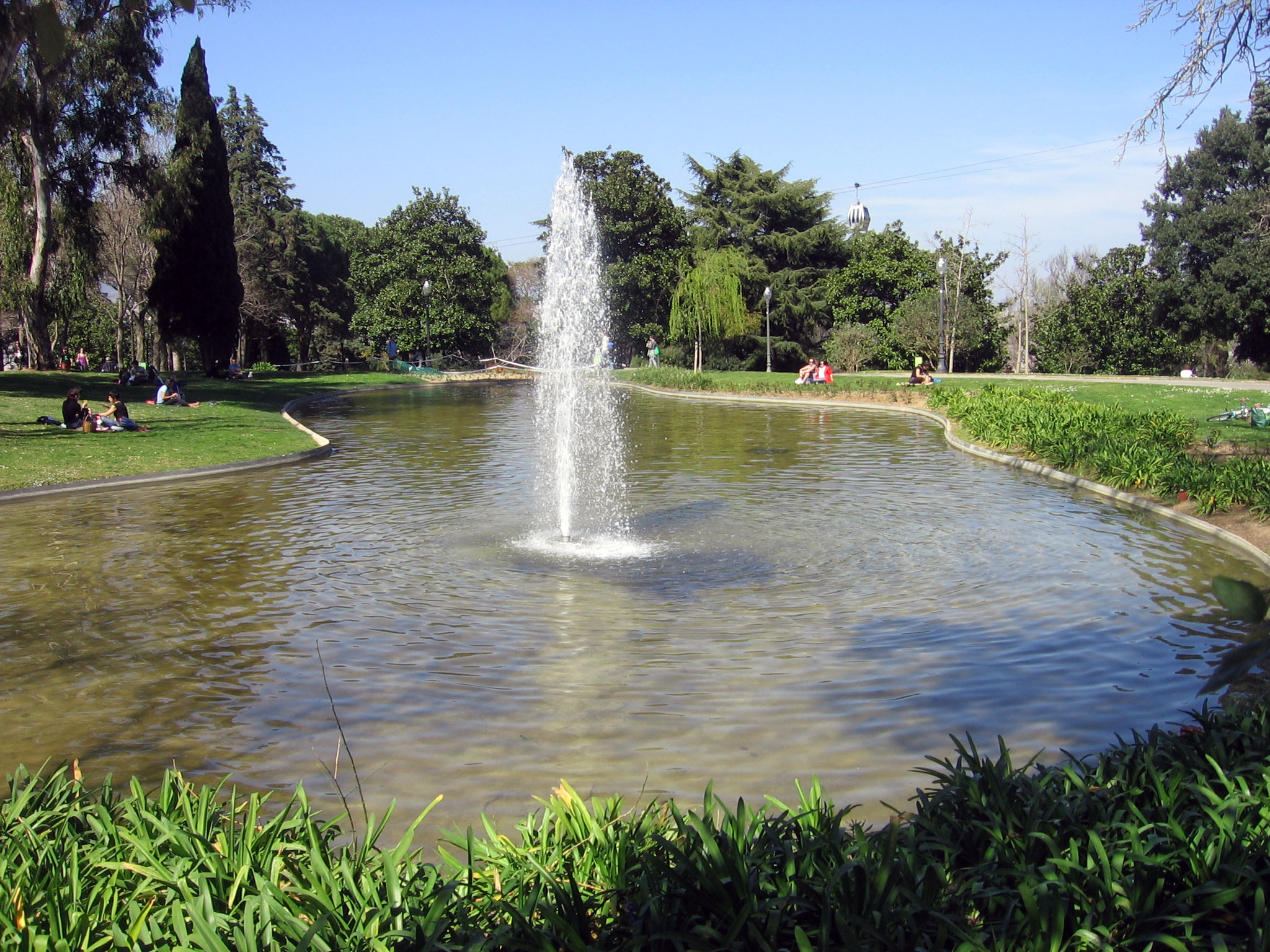
Llac
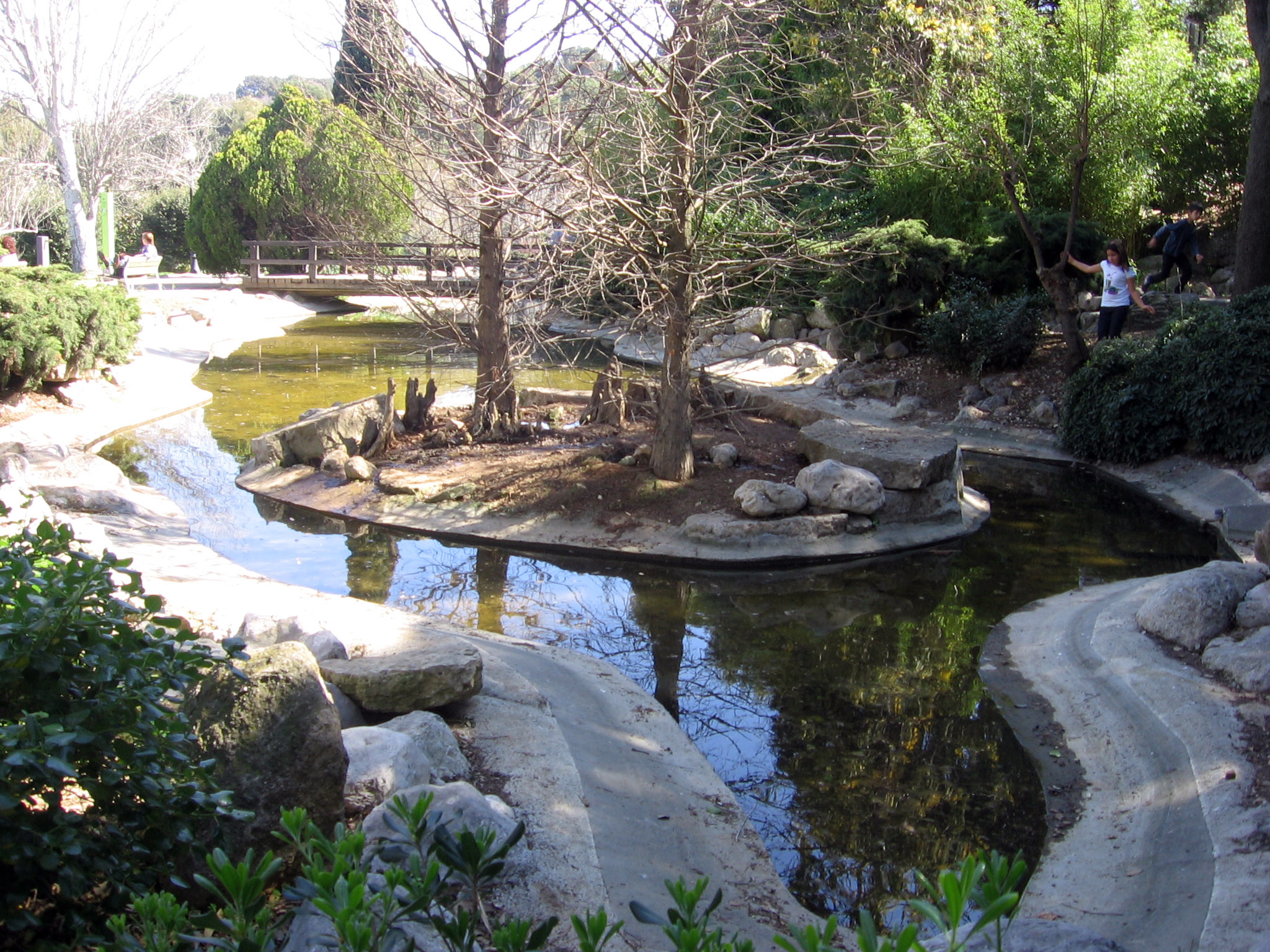
Estany superior.
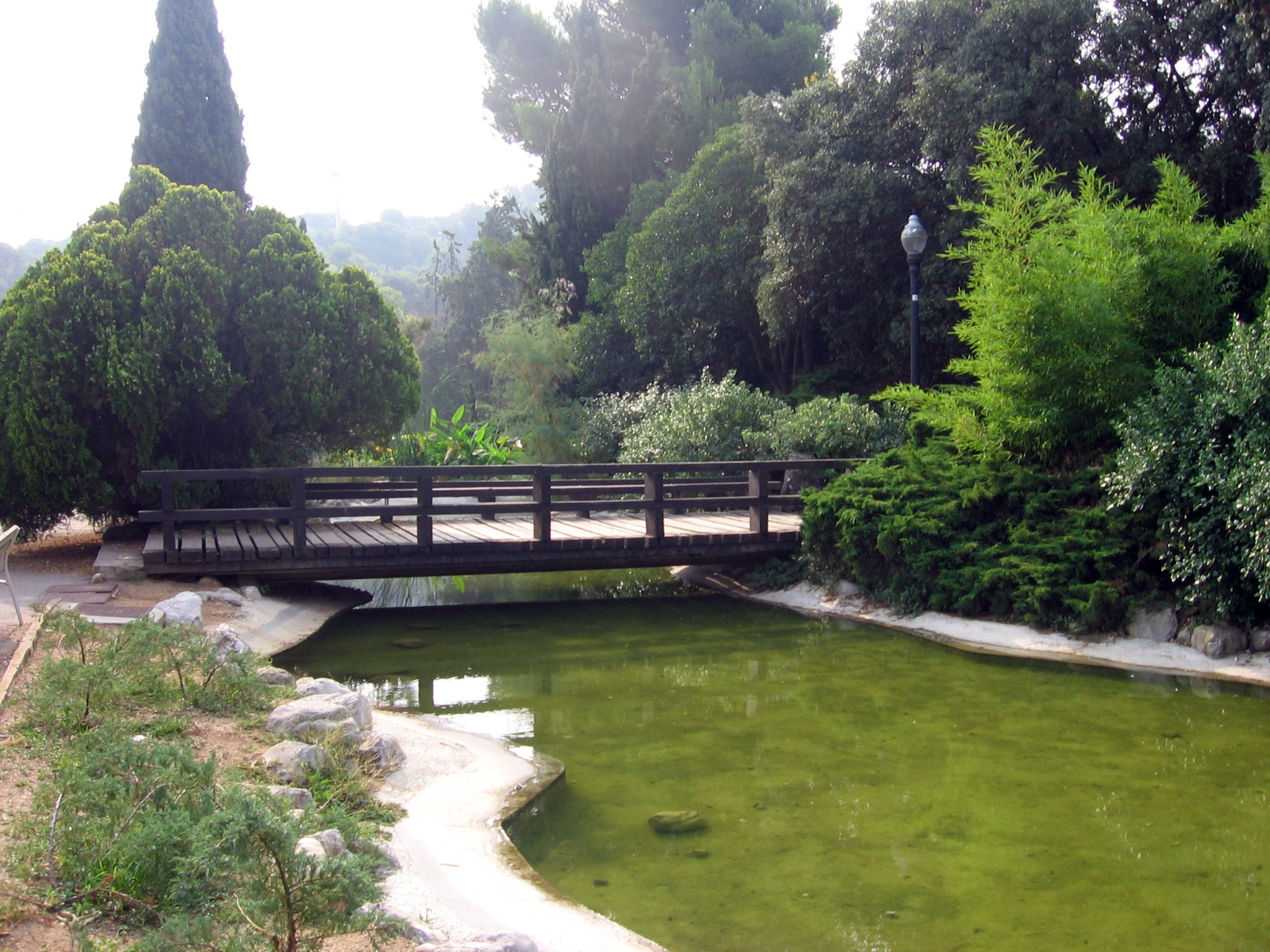
Pont sobre l'estany
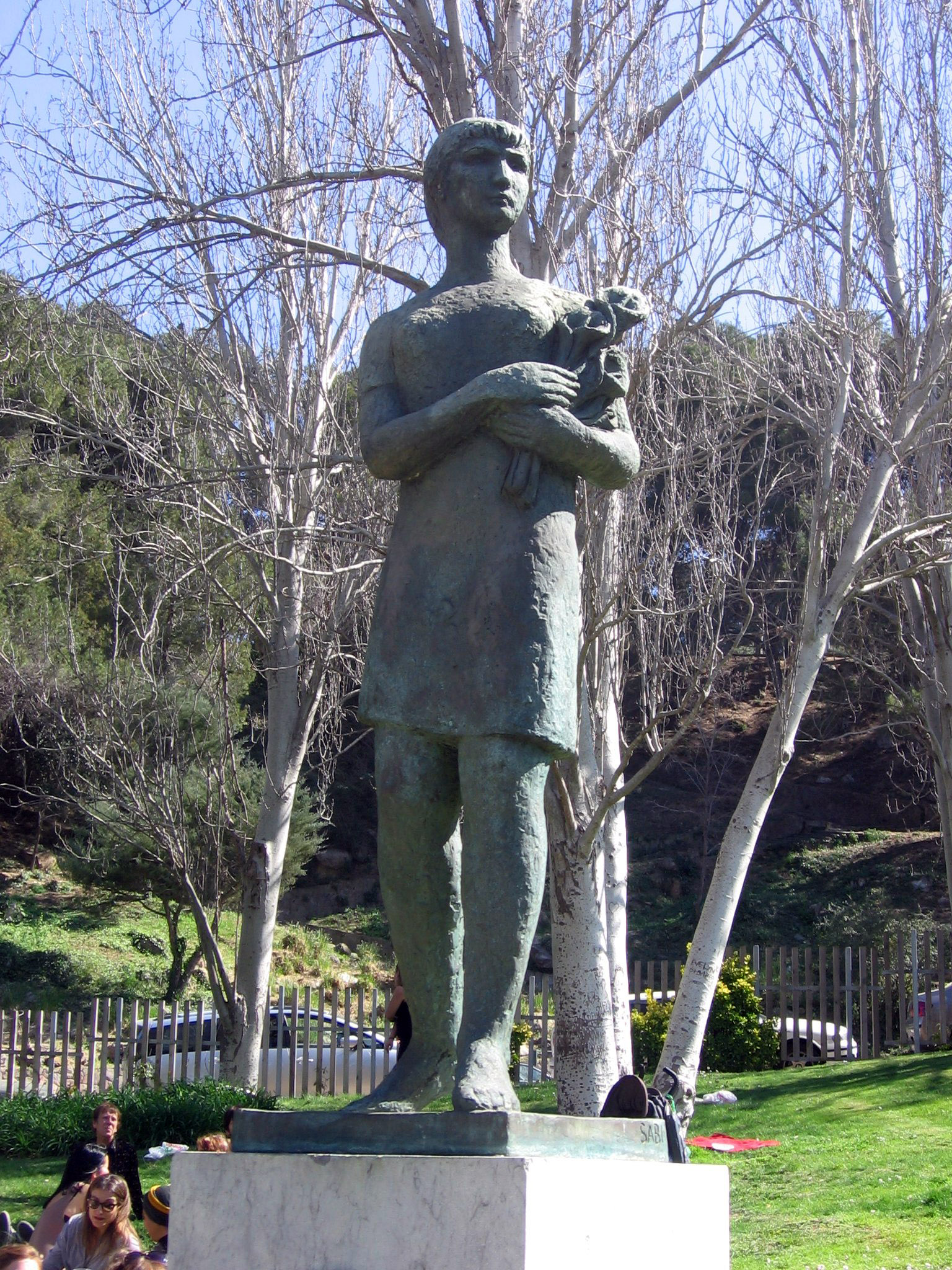
Jove dels lliris, de Ramon Sabí.
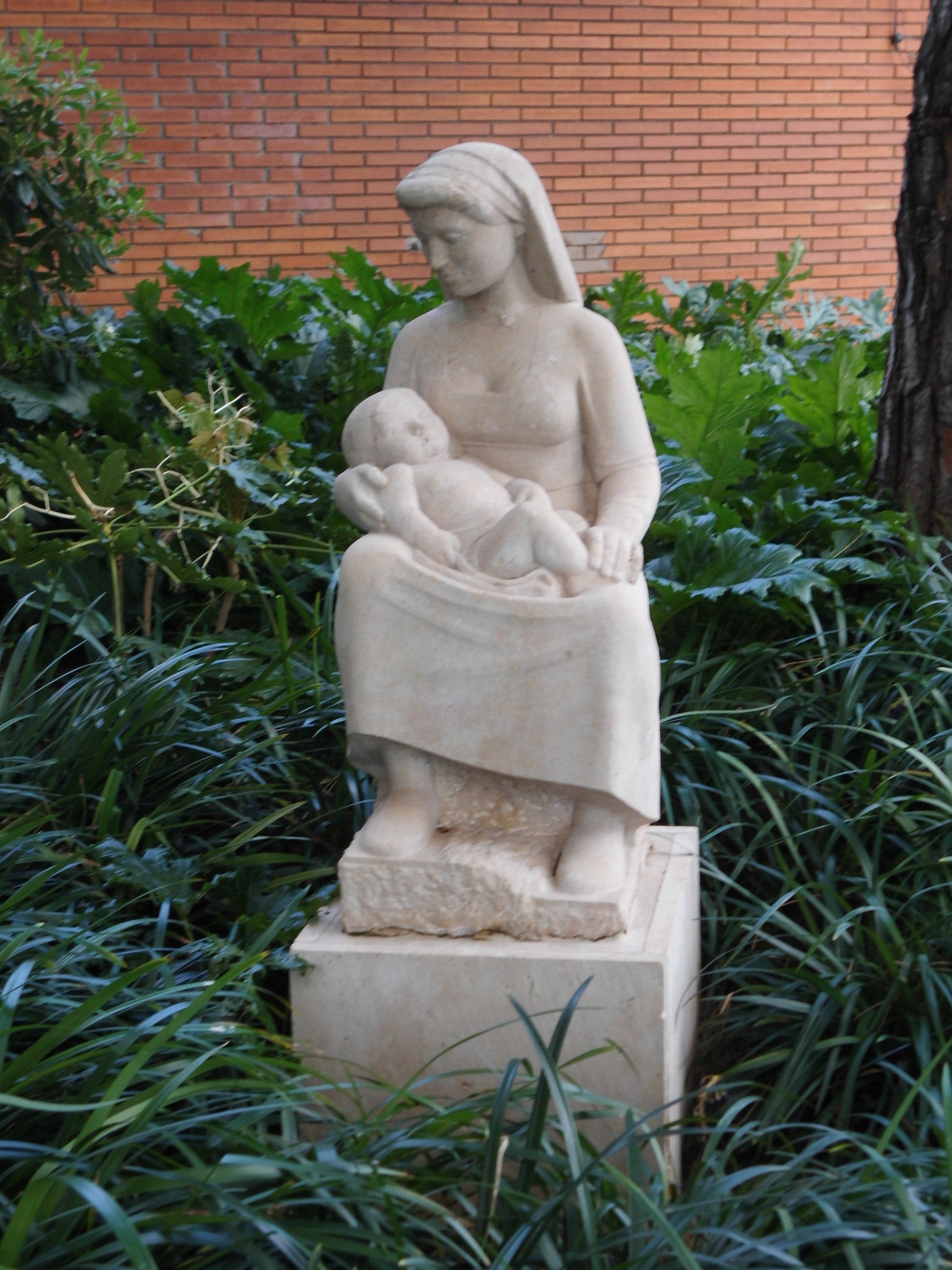
Maternitat, de Sebastià Badia.
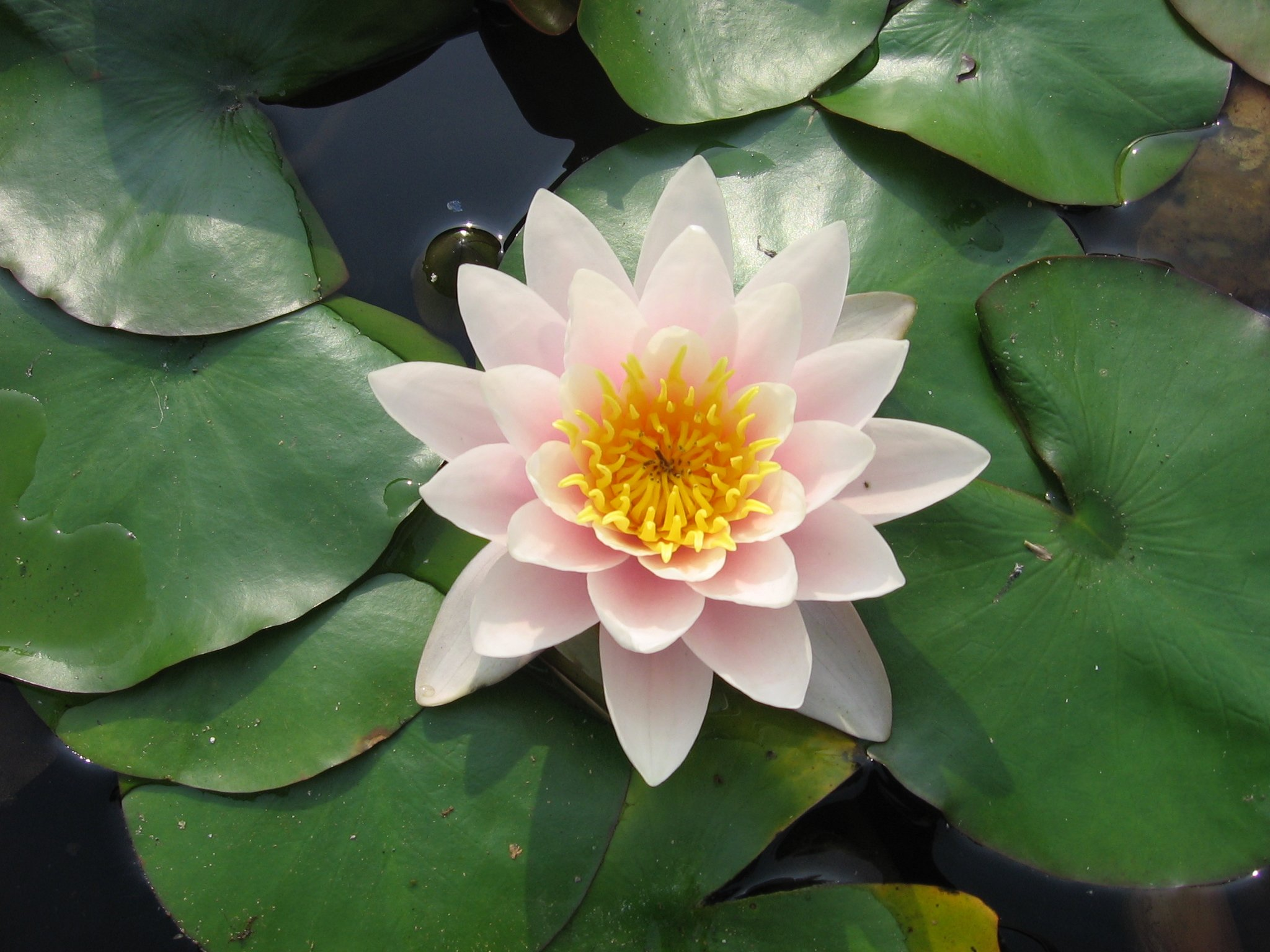
Flor aquàtica.